# Neukirchen am Simssee

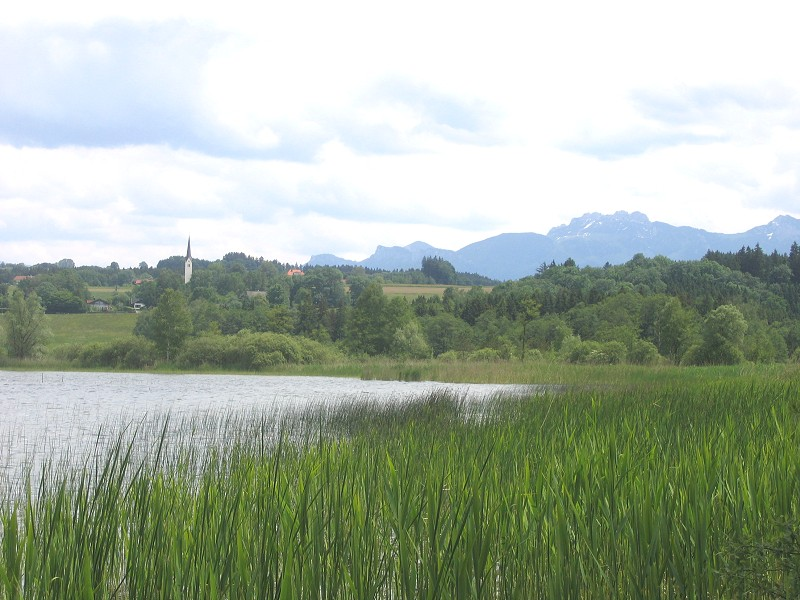
Neukirchen am Simssee mit Kampenwand

Wappen Neukirchen am Simssee

Neukirchen am Simssee ist ein Gemeindeteil der Gemeinde Riedering im oberbayerischen Landkreis Rosenheim. Die frühere Gemeinde Neukirchen am Simssee wurde bei der bayerischen Gemeindegebietsreform am 1. Mai 1978 in die Gemeinde Riedering eingegliedert.

## Geographische Lage
Das Kirchdorf liegt über dem Ostufer des Simssees.

## Geschichte
Der Ort wurde als „Niuunchircha“ im Jahre 924 erstmals urkundlich erwähnt und bestand bis 1950 nur aus Kirche, Mesnerhaus und Schule.
Neukirchen ist bekannt für sein Kirchlein Maria Stern. Diese Filial- und Wallfahrtskirche dürfte bereits im 9. Jahrhundert bestanden haben und wurde um 1450 neu gebaut. Im Jahre 1710 fand die feierliche Übertragung des Gnadenbildes Maria Stern aus der Pfarrkirche Riedering nach Neukirchen statt. 1716 wurde die Kirche erweitert, um 1750 umgebaut und barockisiert. Es gibt zierliche Stuckdekoration von A. Vordermayr, Deckengemälde von J. A. Mölck und Frührokokoaltäre von J. A. Hötinger.
Nach einer lokalen Legende soll beim Neubau der heutigen Kirche der Bauplatz durch einen Vogel, der einen blutigen Span im Schnabel trug, angezeigt worden sein. Dies war im ehemaligen Gemeindewappen durch den Stern als Mariensymbol in der oberen Schildhälfte und einen stilisierten Vogel darunter dargestellt. Die Wellenteilung als Wassersinnbild erinnerte an die Lage am Simssee.

### Demographie
| Jahr | Einwohnerzahl | Anmerkungen                                                                 |
| ---- | ------------- | --------------------------------------------------------------------------- |
| 1824 | sieben        | zwei Familien, ein Haus, gezählt im Verwaltungsjahr 1823/24 des Isarkreises |
| 1853 | 353           | in 65 Familien                                                              |
| 1875 | 298           | am 1. Dezember in 55 Wohngebäuden                                           |
| 1933 | 378           | [ 5 ]                                                                       |
| 1939 | 372           | [ 5 ]                                                                       |
| 1977 | 744           | am 31. Dezember                                                             |